# Francisco de Paula Gras Mirambell
Francisco de Paula Gras Mirambell (Monfort, València, 1820 - València, 1891) fou un advocat, periodista i polític valencià. El 1841 es va llicenciar en dret a la Universitat de València, i després d'establir-se a València va participar en els cercles literaris del romanticisme com a deixeble del català Joan Arolas, juntament amb Vicent Boix i Ricarte i Cristòfol Pascual i Genís i publicà articles defensant el lliurecanvisme i la democràcia a l Fénix, El Eco Literario, El Libre Comercio i La Esmeralda. El 1854 va col·laborar a El Justicia de Josep Peris i Valero. Després de la vicalvarada fou comandant del primer batalló valencià de la Milícia Nacional. Seguidor de Nicolás María Rivero, després de la revolució de 1868 fou membre de la Junta Revolucionària i membre de la Diputació de València. Com a membre del Partit Republicà Democràtic Federal el febrer de 1872 fou escollit alcalde de València, càrrec que va exercir fins a juny de 1874. Durant el seu mandat es va crear la Guàrdia Municipal.
Després de la restauració borbònica es va unir al Partit Republicà Possibilista d'Emilio Castelar y Ripoll, del qual en fou cap a València. És autor d'una biografia del diputat liberal Juan Bautista Osca Chornet.